# Kostel svatého Mikuláše (Łąka)
Kostel svatého Mikuláše (polsky: Kościół św. Mikołaja) je dřevěný římskokatolický farní kostel v obci Łąka v gmině Pszczyna v okrese Pszczyna ve Slezském vojvodství v Polsku. Náleží pod katolickou farnost svatého Mikuláše v Łące v děkanátu Pszczyna arcidiecéze katovické. Kostel je zapsán ve vojvodském seznamu památek pod registračním číslem 503/65 z 20. ledna 1966 a je součástí Stezky dřevěné architektury ve Slezském vojvodství.

## Historie
První písemná zmínka o vesnici Łąka pochází z roku 1449. V letech 1570–1628 byl kostel v rukou protestantů. V roce 1639 v rámci rekatolizace byl opět katolický. V roce 1658 kostel shořel. Záhy byl postaven nový, který byl dokončen v roce 1660. V roce 1814 byla provedena kamenná podezdívka, byl přestavěn a prodloužen.
Kolem kostela se rozkládá hřbitov ohrazený dřevěným plotem se dvěma brankami, k jedné vedou schody.

## Architektura

### Exteriér
Kostel je orientovaná jednolodní dřevěná roubená stavba na vysoké cihelné podezdívce na obdélném půdorysu s trojbokým závěrem. Ke kněžišti, které je užší a menší než loď, přiléhá po stranách dřevěná sakristie (z jihu) a zděná kaple (ze severu). Z jihu a k západnímu průčelí lodi jsou přistavěny mohutné předsíně. Vnější stěny jsou deštěny svisle položenými deskami s úzkým šindelovým zastřešením chránící podezdívku. Stěny lodi jsou podepřeny dvěma páry zkosených opěráků. Dvou hřebenová sedlová střecha je kryta šindelem. Nad sakristií a kaplí je pultová šindelová střecha. Na východní části hřebenu lodi je šestiboký sanktusník s lucernou a cibulovou střechou. Okna jsou ukončené segmentovým záklenkem s nadokenicovými šindelovými pultovými stříškami. 

### Interiér
Interiér je obložený s plochým stropem, v kněžišti je strop polychromovaný imitující nebe s hvězdami. Kruchta je položena na čtyřech dřevěných sloupech. Varhany pochází z roku 1865. Hlavní oltář, který je barokní z roku 1677 s obrazem svatého Mikuláše a dřevěnými sochami svatého Petr a Pavla po stranách, vytvořil řezbář z Frýdku.

## Zvonice
V blízkosti kostela je dřevěná zvonice, která je zapsána ve vojvodském seznamu památek pod registračním číslem 485/56 z 2. listopadu 1956 a 447/65 z 14. prosince 1965. Zvonice štenýřové konstrukce byla postavena kolem roku 1660. Stěny, které se zužují k vrcholu, jsou kryté šindelem. Jehlanová střecha je krytá šindelem. Jeden ze tří zvonů pochází z 15. století.

## Galerie

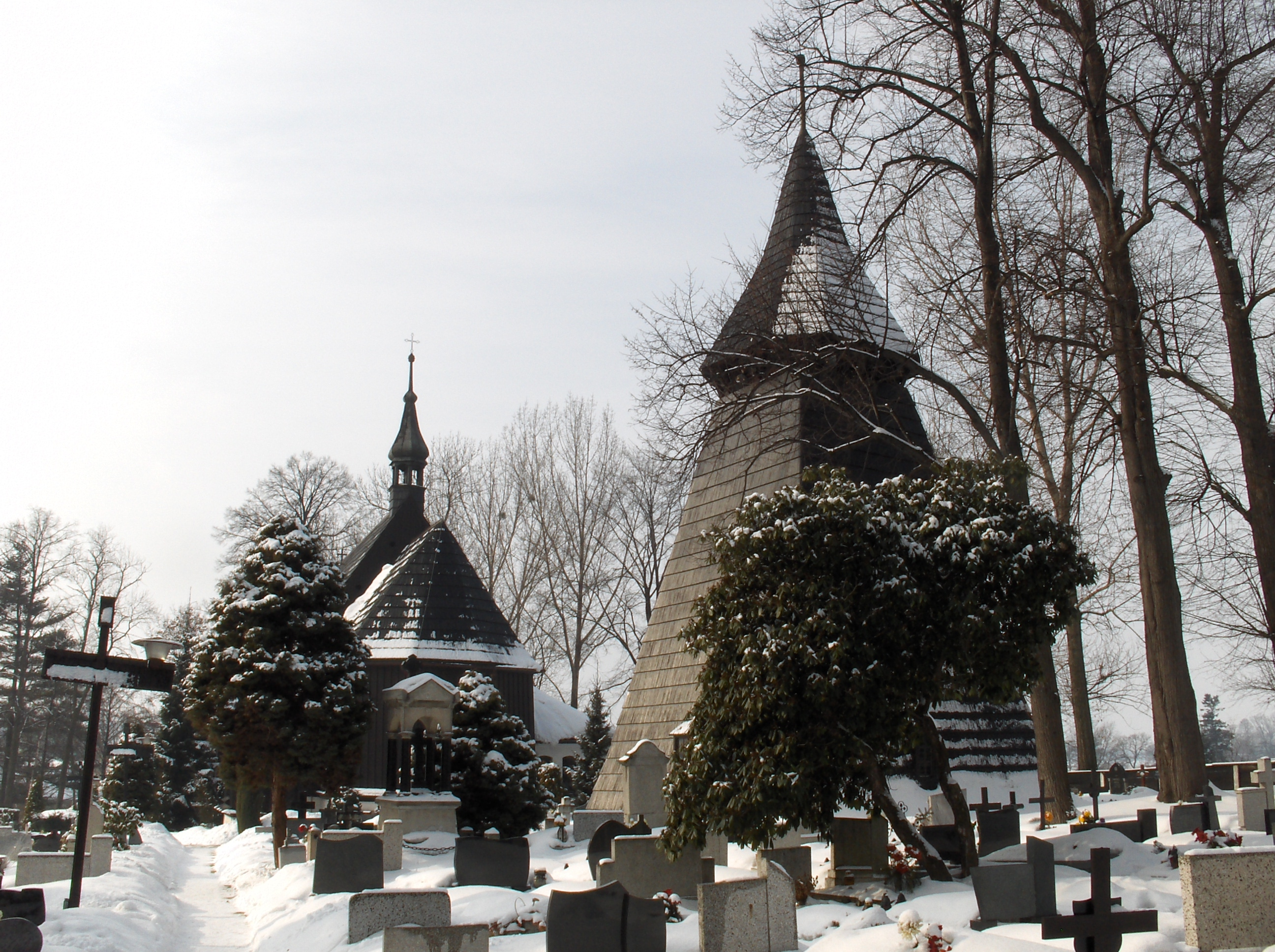
Kostel se zvonicí
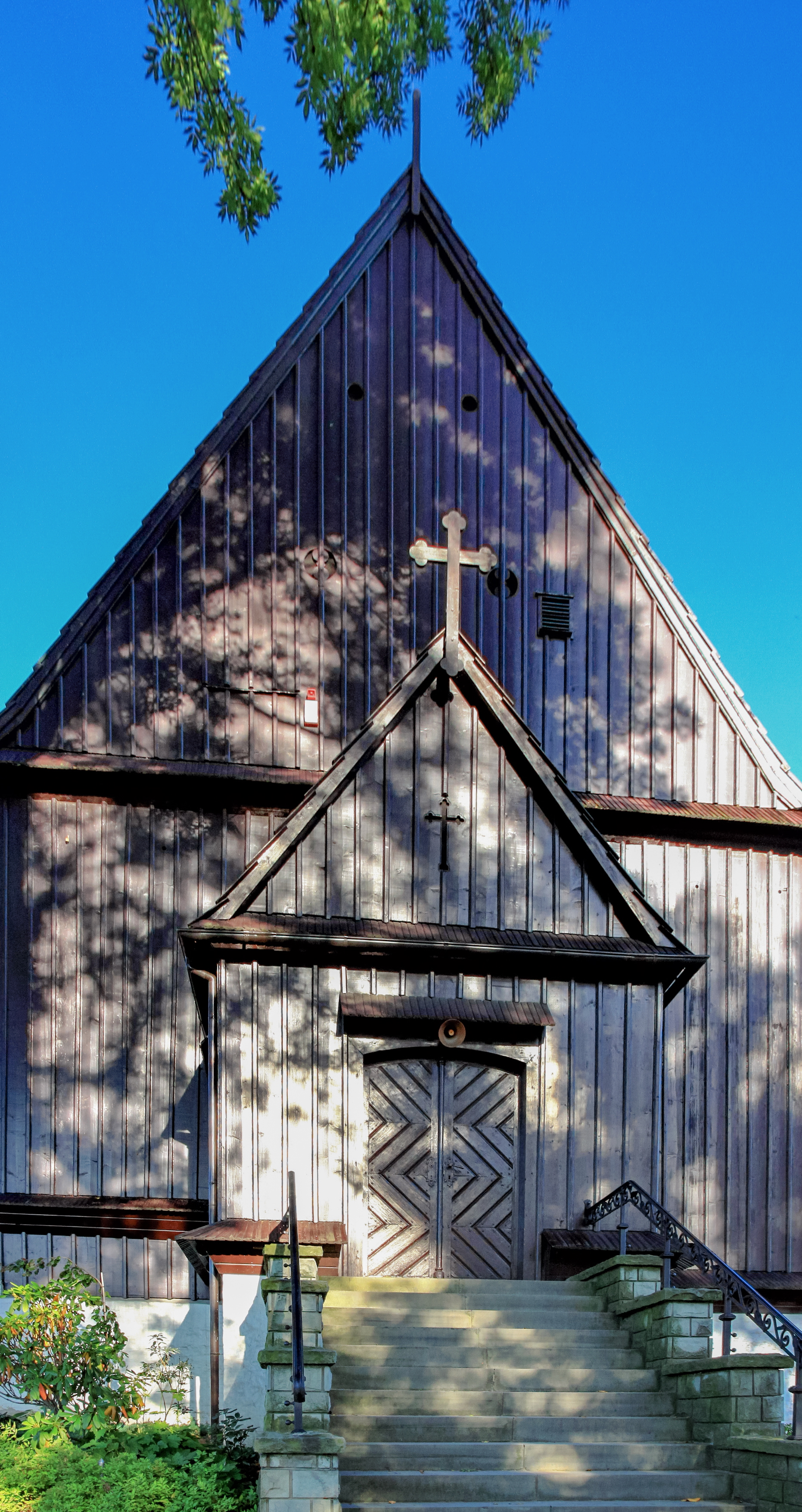
Západní průčelí
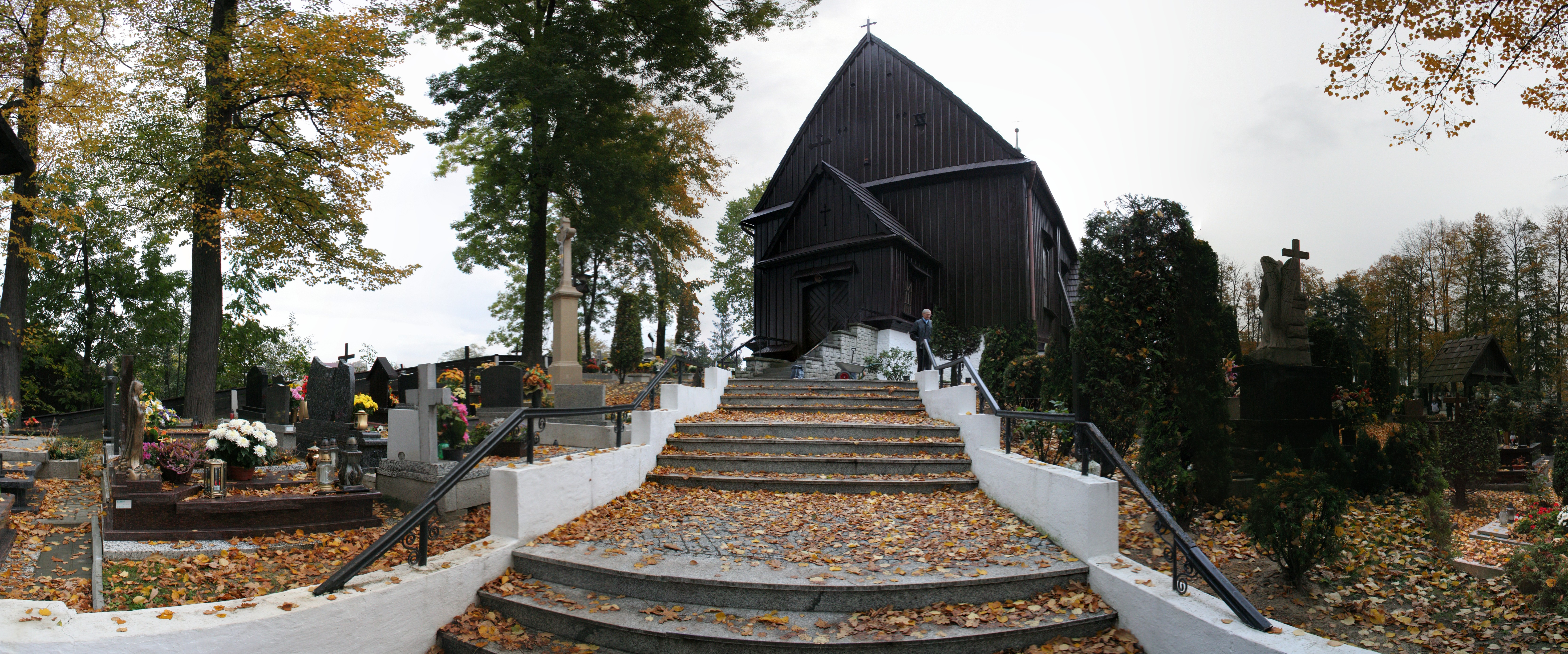
Schody ke kostelu
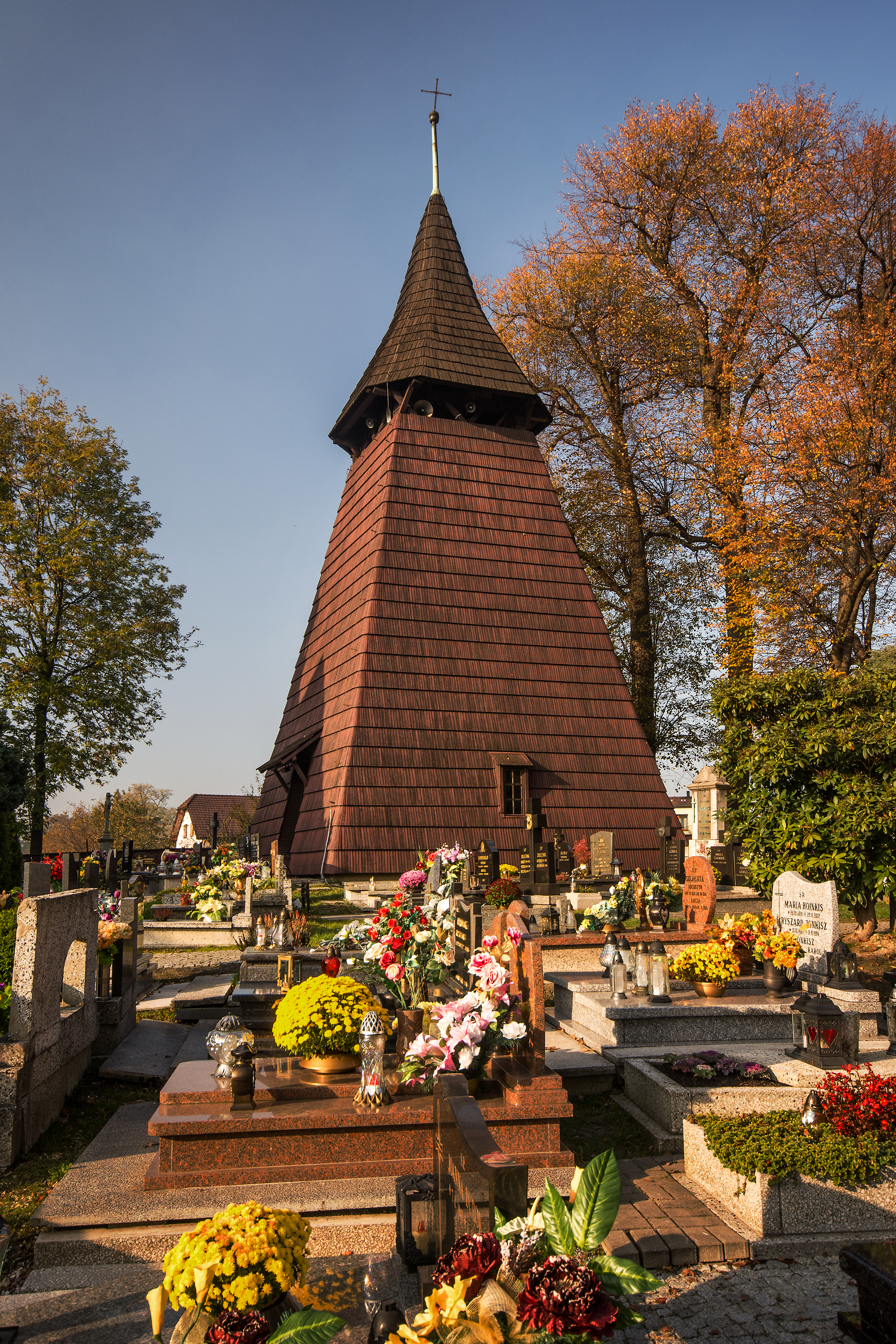
Zvonice